# Notre-Dame-de-Bellecombe
Notre-Dame-de-Bellecombe är en kommun i departementet Savoie i regionen Auvergne-Rhône-Alpes i sydöstra Frankrike. Kommunen ligger i kantonen Ugine som tillhör arrondissementet Albertville. År 2022 hade Notre-Dame-de-Bellecombe 468 invånare.

## Befolkningsutveckling
Antalet invånare i kommunen Notre-Dame-de-Bellecombe
| Referens: INSEE |